# 索萊達爾戰役
索萊達爾戰役是2022年俄羅斯入侵烏克蘭中頓巴斯戰役期間的交戰，由2022年8月至2023年1月間在索萊達爾發生。

## 背景
在2022年俄羅斯入侵烏克蘭的乌克兰东部攻势期间，俄罗斯和亲俄武裝集中火力，希望夺取由顿涅茨克州和卢甘斯克州组成的顿巴斯地区。这些州的部分地区，包括其同名首府，在2014年開始的顿巴斯战争已被占领。 2022年的6月末到7月初，在乌克兰从北頓涅茨克和利西昌斯克撤军后，卢甘斯克州完全落入俄罗斯和亲俄武裝的控制之下。 战场随后转移到巴赫穆特、錫韋爾斯克和索萊達爾等城市，这些城市都是顿涅茨克州的主要城镇。
索萊達爾在5月17日第一次受炮击，当时俄罗斯军队使用无人机和飞机攻击該地區。翌日，顿涅茨克州州长基里连科说，俄罗斯军队已经关闭了索萊達爾20公里范围内，同时炮击了该镇以及巴赫穆特和康斯坦丁尼夫卡。俄罗斯国防部声称，在这些战役中，乌克兰的弹药仓库在索萊達爾被摧毁。  5月20日，一枚俄罗斯导弹击中并损坏了附近的盐场。 到5月底，俄军仅向索萊達爾推进了4公里。 
6月1日，俄罗斯炮击炸死1人並炸伤了2人，但炮击在6月6日仍继续进行。  6月16日，俄罗斯军队试图向索萊達爾推进，但沒成功。在北顿涅茨克和吕西昌斯克被俄軍奪下後，索萊達爾的战鬥在7月初愈演愈烈，俄罗斯军队于7月3日炮击了索萊達爾、巴赫穆特和附近的城镇，同时推进数公里。  俄軍的炮击和小规模前进持续了整個7月。隨後，武赫萊希爾斯克熱電廠於7月26日被俄軍奪下，使索萊達爾成为进攻的下一个关键目标。 

## 战鬥
8月3日，乌克兰军队宣布俄罗斯军队开始对索萊達爾市发起进攻。俄罗斯军队开始炮击索萊達爾、巴赫穆特以及城镇南部和东部的周边村庄。亲俄媒体声称，新的攻势已经突破了东部和东南部的防线，但乌克兰官员否认了这说法。那周較晚，俄罗斯和親俄武裝完全控制了市中心东南部的可耐福石膏厂 。8月10日，俄罗斯军队还向位于索萊達爾的耐火材料厂推进。 親俄武裝聲稱他们已于8月11日进入索萊達爾，但乌克兰軍隊没有证实这一点。 索萊達爾的战鬥在媒体上被描述为“很艰苦”，部队在战略要地周围的炮火决鬥，这些战略点位于树篱和沿着大片农田的树线附近；平民逃到地下避难所，以避免被轰炸。 
8月16日，空袭和地面交战在索萊達爾附近继续进行，卢甘斯克人民共和国声称控制了该市大部分的工业区，但没有证据表明他们超越了石膏厂。  8月19日，由于乌克兰总参谋部报告称俄罗斯军队正从斯特里亚皮夫卡和沃拉米里夫卡方向进攻，乌克兰军隊与卢甘斯克人民共和国的部队成员之间的炮击冲突仍在该市东郊继续进行。 
乌克兰总参谋部报告说，它于8月27日在索萊達爾附近击退了俄罗斯的进攻。 石膏厂附近的冲突持续到8月31日。9月8日，乌克兰表示击退了俄罗斯在索萊達爾的另一次进攻，而俄罗斯消息人士称，俄罗斯和頓涅茨克人民共和國的军队已进入索萊達爾的住宅区，并与乌克兰军隊发生冲突。 
2023年1月5日，俄羅斯成功攻下索萊達爾南城。
1月10日，俄羅斯包圍索萊達爾城。1月11日，瓦格纳集团负责人叶夫根尼·普里戈任表示，瓦格纳集团已基本上控制索列达尔全境，並包圍了市中心，市中心仍有战斗。他還表示，除了瓦格纳的战士，其他部隊都没有参与对索列达尔的强攻。
1月13日，俄羅斯方面表示已奪下索萊達爾城，但烏克蘭方面予以否認。烏克蘭總統和烏克蘭國防部副部長表示，市中心的零星抵抗仍在繼續，而且索列達爾的西部仍由烏克蘭控制。另外根據衛星照片顯示，索列達爾的西北部仍有烏克蘭軍隊駐守。瓦格纳集团首領叶夫根尼·普里戈任表示，他的部队已经攻占了索萊達爾的所有地段，并打死了500名乌军。
1月16日，烏克蘭方面承認索列達爾失守。

## 分析
美国的战争研究所于2022年8月8日评估称，俄罗斯军队可能试图通过占领位于城市北部的索萊達爾来包围巴赫穆特以及以南的扎伊采夫。 战争研究所還表示，俄罗斯軍隊想要设定条件，以破坏乌克兰对T0513干线公路的控制，因该公路有助乌克兰在顿涅茨克州东北部的前线保持阵地。 